# Alexandru Mățan
Alexandru Mățan (Galați, 29 agosto 1999) è un calciatore rumeno, attaccante del Dibba Al Hisn.

## Caratteristiche tecniche
È una seconda punta.

## Carriera

### Club
Cresciuto nell'Academia Hagi, nel 2016 è stato acquistato dal Viitorul Costanza. Ha esordito fra i professionisti il 6 maggio successivo in occasione del match di Liga I contro la Dinamo Bucarest, segnando la rete del definitivo 3-3.

### Nazionale
Ha giocato nelle nazionali giovanili rumene Under-17 ed Under-19.
Con la nazionale Under-21 rumena ha preso parte a 2 incontri di qualificazione al campionato europeo di calcio Under-21 2019.

## Statistiche

### Presenze e reti nei club
Statistiche aggiornate al 28 maggio 2023.
| Stagione                 | Squadra                  | Campionato               | Campionato | Campionato | Coppe nazionali | Coppe nazionali | Coppe nazionali | Coppe continentali | Coppe continentali | Coppe continentali | Altre coppe | Altre coppe | Altre coppe | Totale | Totale | Totale |
| Stagione                 | Squadra                  | Comp                     | Pres       | Reti       | Comp            | Pres            | Reti            | Comp               | Pres               | Reti               | Comp        | Pres        | Reti        | Pres   | Reti   |        |
| ------------------------ | ------------------------ | ------------------------ | ---------- | ---------- | --------------- | --------------- | --------------- | ------------------ | ------------------ | ------------------ | ----------- | ----------- | ----------- | ------ | ------ | ------ |
| 2015-2016                | Viitorul Costanza        | L1                       | 1          | 1          | CR              | 0               | 0               |                    | -                  | -                  |             | -           | -           | 1      | 1      |        |
| 2016-2017                | Viitorul Costanza        | L1                       | 0          | 0          | CR              | 0               | 0               |                    | -                  | -                  |             | -           | -           | 0      | 0      |        |
| 2017-2018                | Viitorul Costanza        | L1                       | 14         | 1          | CR              | 1               | 1               |                    | -                  | -                  | SR          | 1           | 0           | 16     | 2      |        |
| 2018-2019                | Viitorul Costanza        | L1                       | 16         | 1          | CR              | 0               | 0               | UEL                | 4                  | 0                  |             | -           | -           | 20     | 1      |        |
| lug.-ago. 2019           | Viitorul Costanza        | L1                       | 3          | 0          | CR              | 0               | 0               | UEL                | 2                  | 0                  | SR          | 1           | 0           | 6      | 0      |        |
| sett. 2019-2020          | Voluntari                | L1                       | 25         | 1          | CR              | 1               | 0               |                    | -                  | -                  |             | -           | -           | 26     | 1      |        |
| 2020-feb. 2021           | Viitorul Costanza        | L1                       | 22         | 1          | CR              | 1               | 0               |                    | -                  | -                  |             | -           | -           | 23     | 1      |        |
| Totale Viitorul Costanza | Totale Viitorul Costanza | Totale Viitorul Costanza | 56         | 4          |                 | 2               | 1               |                    | 6                  | 0                  |             | 2           | 0           | 66     | 5      |        |
| mar.-dic. 2021           | Columbus Crew            | MLS                      | 28         | 0          |                 | -               | -               | CCL                | 2                  | 0                  | CC          | 0           | 0           | 30     | 0      |        |
| gen.-ago. 2022           | Columbus Crew            | MLS                      | 6          | 0          | USOC            | 1               | 0               |                    | -                  | -                  |             | -           | -           | 7      | 0      |        |
| 2022-gen. 2023           | Rapid Bucarest           | L1                       | 6          | 0          | CR              | 0               | 0               |                    | -                  | -                  |             | -           | -           | 6      | 0      |        |
| Totale carriera          | Totale carriera          | Totale carriera          | 121        | 5          |                 | 4               | 1               |                    | 8                  | 0                  |             | 2           | 0           | 135    | 5      |        |

## Palmarès

### Club

#### Competizioni nazionali
- Campionato rumeno: 1

Viitorul Costanza: 2016-2017
- Coppa di Romania: 1

Viitorul Costanza: 2018-2019
- Supercoppa di Romania: 1

Viitorul Costanza: 2019
- Campionato MLS: 1

Columbus Crew: 2023

#### Competizioni internazionali
- Campeones Cup: 1

Columbus Crew: 2021
- Leagues Cup: 1

Columbus Crew: 2024